# Ріо-Віста (Каліфорнія)
Ріо-Віста (англ. Rio Vista) — місто (англ. city) в США, в окрузі Солано штату Каліфорнія. Населення — 10 005 осіб (2020).

## Географія
Ріо-Віста розташоване за координатами 38°10′33″ пн. ш. 121°42′29″ зх. д. / 38.17583° пн. ш. 121.70806° зх. д. (38.175774, -121.707963).  За даними Бюро перепису населення США в 2010 році місто мало площу 18,37 км², з яких 17,33 км² — суходіл та 1,04 км² — водойми.

## Демографія
Згідно з переписом 2010 року, у місті мешкало 7360 осіб у 3454 домогосподарствах у складі 2240 родин. Густота населення становила 401 особа/км².  Було 3890 помешкань (212/км²).
Расовий склад населення:
| - 81,6 % — білих - 5,1 % — чорних або афроамериканців - 4,9 % — азіатів - 0,7 % — корінних американців - 0,2 % — вихідців з тихоокеанських островів - 3,9 % — осіб інших рас |

До двох чи більше рас належало 3,7 %. Частка іспаномовних становила 12,4 % від усіх жителів.
За віковим діапазоном населення розподілялося таким чином: 15,6 % — особи молодші 18 років, 52,1 % — особи у віці 18—64 років, 32,3 % — особи у віці 65 років та старші. Медіана віку мешканця становила 57,2 року. На 100 осіб жіночої статі у місті припадало 92,6 чоловіків;  на 100 жінок у віці від 18 років та старших — 91,3 чоловіків також старших 18 років.
Середній дохід на одне домашнє господарство  становив 73 945 доларів США (медіана — 62 079), а середній дохід на одну сім'ю — 83 295 доларів (медіана — 66 250). Медіана доходів становила 59 298 доларів для чоловіків та 45 682 долари для жінок. За межею бідності перебувало 11,7 % осіб, у тому числі 11,3 % дітей у віці до 18 років та 3,0 % осіб у віці 65 років та старших.
Цивільне працевлаштоване населення становило 2531 осіб. Основні галузі зайнятості: освіта, охорона здоров'я та соціальна допомога — 22,0 %, мистецтво, розваги та відпочинок — 9,5 %, фінанси, страхування та нерухомість — 9,0 %, транспорт — 8,8 %.